# Dorothy Macardle
Dorothy Margaret Macardle, née le 7 mars 1889 à Dundalk (Irlande) et morte le 23 décembre 1958 à Drogheda (Irlande), est une romancière, novelliste et historienne irlandaise. Son ouvrage The Irish Republic (1937) est considéré par de nombreux nationalistes républicains comme la bible sur leur lutte pour l'indépendance.

## Biographie
Née en mars 1889 dans une famille aisée de Dundalk, Macardle a trois frères et une sœur. Son père est le responsable de la chambre du commerce de la ville dont la famille possède une brasserie (Macardle, Moore & Co.). Éduquée par des gouvernantes jusqu'en 1905, elle entre ensuite au Alexandra College (en), une école sous l'égide de l'église d'Irlande, où elle découvre le nationalisme irlandais. Sa mère, d'origine anglaise, l'avait élevée dans une vision idéalisée de l'Angleterre et de l'Empire britannique. Après avoir été diplômée avec les honneurs, elle entre à l'Université nationale d'Irlande en 1912 pour étudier la littérature anglaise avant d'obtenir une bourse pour l'université de Dublin d'où elle sort diplômée en tant qu'enseignante en 1914. Après son diplôme, elle devient professeur de Lettres à l'Alexandra College mais est démise de ses fonctions en 1923 à cause des positions pour l'indépendance de l'Irlande.
Convertie au républicanisme irlandais, Dorothy Macardle rejoint les rangs de Cumann na mBan et rencontre Éamon de Valera avec qui elle restera en contact toute sa vie. Opposée au traité anglo-irlandais de la fin de la guerre d'indépendance irlandaise, elle écrit dans le magazine hebdomadaire An Phoblacht, tout en menant des actions de propagande dans la capitale. Elle est arrêtée le 9 novembre 1922 et emprisonnée dans la prison de Kilmainham où elle écrit des nouvelles réuni en 1924 dans le recueil Earthbound et mène une grève de la faim de sept jours en mars 1923.
En 1937, elle écrit s'éloigne radicalement de de Valera — alors président de l'Irlande — considérant que la Constitution de l'Irlande nouvellement rédigée est un pas en arrière pour les droits des femmes. Pendant la Seconde Guerre mondiale, elle déménage à Londres pour montrer son soutien aux Alliés. Là, elle travaille avec les réfugiées durant le Blitz, travail qui la mène à se pencher sur le sort des enfants durant l'Occupation allemande sur le continent et débouche sur l'écriture de Children of Europe (1949). Elle retourne en Irlande après la guerre et devient la présidente de l'Association irlandaise pour les libertés civiles.
Elle meurt d'un cancer colorectal au Our Lady of Lourdes Hospital de Drogheda le 23 décembre 1958 et est enterrée au St. Fintan's Cemetery (en) à Dublin.

## Œuvre littéraire
Dorothy Macardle écrit sa première pièce dans les années 1910 intitulée Asthara, pièce mise en scène au Little Theatre de Dublin en 1918. Pendant la Seconde Guerre mondiale, elle écrit des nouvelles de 'gothique féminin' dont Uneasy freehold (1942), The Seed was kind (1944), Fantastic summer (1948) ou encore Dark enchantment (1953), un genre populaire à l'époque. Ses nouvelles attire l'attention sur le concept de la figure maternelle nourricière et se sacrifiant pour les siens tel qu'il est décrit dans la Constitution de l'Irlande. Macardle critique également la vision patriarcale de la famille irlandaise.
Sa nouvelle Uneasy freehold est adapté au cinéma sous le titre La Falaise mystérieuse par Lewis Allen en 1944.
Elle est également connue pour son ouvrage The Irish Republic publié en 1937, est considéré par de nombreux nationalistes républicains comme la bible sur leur lutte pour l'indépendance. Écrit d'un point de vue anti-traité anglo-irlandais, l'ouvrage est influencé par le point de vue de Éamon de Valera mais possède une force qui se trouve être son importante collection de reproduction de documents d'époque. Il est aujourd'hui considéré comme intéressant pour la vision donnée des disputes idéologiques de l'époque plus que pour son apport historique sur le sujet.